# Selim Benachour
Selim Benachour em árabe: سليم بن عاشور - ou Slim Ben-Achour, em francês (Paris, 8 de setembro de 1981) é um ex-futebolista e treinador de futebol tunisiano de origem francesa que jogava como meia-atacante. Atualmente é técnico da Seleção Tunisiana Sub-20.
Conhecido por seus passes precisos, atuou na Copa de 2002, na Copa das Confederações de 2005 e em 3 edições da Copa das Nações Africanas, tendo vencido o torneio em 2004.

## Carreira em clubes
Benachour estreou profissionalmente em março de 2001, quando o Paris Saint-Germain enfrentou o Galatasaray pela última rodada da fase de grupos da Liga dos Campeões da UEFA, entrando no final do jogo vencido pelo PSG por 2 a 0, enquanto seu primeiro jogo naLigue 1 foi contra o Lille, em maio de 2001. Para ganhar mais experiência, foi emprestado para Martigues e Troyes (ambos disputavam a Ligue 2 durante o período), regressando ao PSG em 2003 e atuando por mais 2 temporadas. Contabilizando apenas a primeira divisão, Benachour disputou 28 jogos e marcou um gol pela equipe da capital francesa.
Jogou também por Vitória de Guimarães, Rubin Kazan, Qadsia, Málaga (onde teve seu contrato rescindido após não ser registrado para disputar o Campeonato Espanhol de 2010–11), Marítimo, APOEL e Mumbai City, onde chegou a ser treinado por Nicolas Anelka, seu ex-companheiro de equipe no PSG
Voltou ao futebol francês em 2016, para uma segunda passagem no Martigues, onde também acumulou a função de treinador das categorias de base durante um ano. Após deixar os gramados, continuou treinando a base dos Sang et Or até 2018, trabalhando como auxiliar-técnico do Club Africain e iniciando a carreira de técnico principal no Foresta Suceava (Romênia), passando ainda por Olimpia Grudziądz e Oldham Athletic (times Sub-18 e principal, este último como interino) antes de voltar a ser assistente na Seleção Tunisiana, permanecendo 2 anos na função antes de assumir o comando da equipe Sub-20.

## Carreira internacional
Nascido em Paris, Benachour representou as seleções de base da França até 2001, quando se recusou a disputar o Torneio Internacional de Toulon pelos Bleus, optando em representar a Tunísia em nível profissional, por acreditar que teria mais chance de jogar a Copa de 2002 pela equipe africana do que por seu país natal.
Sua estreia pelas Águias de Cartago foi em janeiro de 2002, na derrota por 1 a 0 para Camarões. Ele ainda disputaria uma partida da Copa Africana contra o Senegal, que terminou com empate sem gols.
Na Copa disputada na Coreia do Sul e no Japão, pouco fez para impedir a eliminação da Tunísia na primeira fase, embora tivesse participado das 3 partidas da equipe na competição. Era nome certo na Copa de 2006, mas uma lesão fez com fosse removido da lista final pelo treinador Roger Lemerre. Após a participação tunisiana no torneio, Benachour anunciou que não voltaria a defender a Tunísia enquanto Lemerre fosse o treinador, mas repensou sua decisão um ano depois. Sua presença na Copa das Nações Africanas de 2010 também era certa pela torcida das Águias, mas acabou cortado pelo técnico Faouzi Benzarti. Em 8 anos de carreira internacional, Benachour atuou 44 vezes pela Tunísia e marcou 2 gols.

## Títulos
Paris Saint-Germain
- Copa da França: 2003–04

Qadsia'
- Campeonato Kuwaitiano: 2008–09

APOEL
- Campeonato Cipriota: 2012–13, 2013–14
- Copa do Chipre: 2013–14
- Supercopa do Chipre: 2013

Seleção Tunisiana
- Copa das Nações Africanas: 2004[15]
- Jogos do Mediterrâneo: 2001